# Visker
Visker är en kommun i departementet Hautes-Pyrénées i regionen Occitanien i sydvästra Frankrike. Kommunen ligger i kantonen Ossun som tillhör arrondissementet Tarbes. År 2022 hade Visker 368 invånare.

## Befolkningsutveckling
Antalet invånare i kommunen Visker
| Referens: INSEE |